# دومووشیتسه
دومووشیتسه (به چکی: Domoušice) یک منطقهٔ مسکونی در جمهوری چک است که در ناحیه لوونی واقع شده‌است. دومووشیتسه ۱۵٫۲۷ کیلومتر مربع مساحت و ۶۶۰ نفر جمعیت دارد و ۴۱۵ متر بالاتر از سطح دریا واقع شده‌است.